# Michel Hidalgo
Michel Hidalgo (22. března 1933, Leffrinckoucke, Francie – 26. března 2020 Marseille) byl francouzský fotbalista a fotbalový trenér.
Byl trenérem Francie, jejíž tým vyhrál ME 1984.

## Hráčská kariéra
Hidalgo hrál za Le Havre AC, Stade Remeš a AS Monaco. S Remeší vyhrál ligu a byl ve finále PMEZ 1956, kde dal při porážce 3:4 s Realem Madrid gól. S Monakem vyhrál 2× ligu.

## Ligová bilance
| Ročník          | Zápasy | Góly | Klub           |
| --------------- | ------ | ---- | -------------- |
| Ligue 1 1952/53 | 17     | 4    | Le Havre AC    |
| Ligue 1 1953/54 | 28     | 9    | Le Havre AC    |
| Ligue 1 1954/55 | 23     | 11   | Stade de Reims |
| Ligue 1 1955/56 | 16     | 8    | Stade de Reims |
| Ligue 1 1956/57 | 27     | 4    | Stade de Reims |
| Ligue 1 1957/58 | 30     | 5    | AS Monaco      |
| Ligue 1 1958/59 | 28     | 4    | AS Monaco      |
| Ligue 1 1959/60 | 34     | 10   | AS Monaco      |
| Ligue 1 1960/61 | 33     | 5    | AS Monaco      |
| Ligue 1 1961/62 | 28     | 1    | AS Monaco      |
| Ligue 1 1962/63 | 38     | 1    | AS Monaco      |
| Ligue 1 1963/64 | 20     | 0    | AS Monaco      |
| Ligue 1 1964/65 | 31     | 0    | AS Monaco      |
| Ligue 1 1965/66 | 14     | 0    | AS Monaco      |
| CELKEM Ligue 1  | 367    | 62   |                |

## Trenérská kariéra
Hidalgo trénoval francouzskou reprezentaci v letech 1976–1984. Na MS 1978 tým nepostoupil ze základní skupiny. Na ME 1980 se Francie nedostala, v kvalifikační skupině skončila za Československem. Na MS 1982 Francie skončila na 4. místě.
ME 1984 Francie pořádala, takže nehrála kvalifikaci. ME vyhrála, především díky Michelu Platinimu, autorovi 9 gólů.

## Úspěchy

### Hráč
Remeš
- Liga: 1954–55
- Superpohár: 1955
- Pohár mistrů: Finalista 1955–56

Monako
- Liga: 1960–61, 1962–63
- Pohár: 1959–60, 1962–63
- Superpohár: 1961

### Trenér
Francie
- Mistrovství Evropy: 1984